# Санченко Антон Віталійович
Анто́н Віта́лійович Са́нченко (* 29 липня 1966, Херсон) — український письменник, перекладач, видавець, розробник інформаційно-пошукових і аналітичних систем.

## Біографія
Антон Санченко народився в Херсоні. Закінчив середню школу в Києві 1983 року. 1986 року закінчив Херсонське мореходне училище. Працював начальником радіостанції в Керчі, Херсоні, Одесі, Стамбулі та Піреї.
У подальшому, 2005 року Антон Санченко закінчив філологічний факультет Київського національного університету імені Тараса Шевченка.
Оповідання Санченка друкувалися в журналах, газетах, на літературних інтернет-сайтах. Перша збірка під назвою «Вызывной канал» вийшла 2003 року.
2008 року у видавництві «Факт» вийшла збірка оповідань «Баркароли» та роман-придибашка «Весілля з Європою».
У 2010 році вийшла електронна книга оповідань Антона Санченка «Нариси бурси» — одна з перших електронних книг в українській літературі.
2011 у видавництві «Темпора» — збірка «Нариси бурси» та у видавництві «К.І.С.» — колективний переклад книги «Навколосвітня подорож вітрильником наодинці» капітана Джошуа Слокама.
У 2016 вийшла книга «Земля Георгія».
Нині Антон Санченко мешкає в Києві, працює в інтернет-компанії «META»

## Сім'я
Має двох дочок, одна з яких мешкає в Німеччині.

### Переклади
- Джошуа Слокам. Навколосвітня подорож вітрильником наодинці. — К.: К.І.С., 2011. 248 с. ISBN 978-966-2141-73-3
- Ред'ярд Кіплінґ. Зухвалі капітани: повість Великої Банки. — Тернопіль: Навчальна книга — Богдан, 2019. 160 с. ISBN 978-966-10-5955-8
- Рафаель Сабатіні. Фортуна капітана Блада. — Навчальна книга — Богдан, 2016. — 240 с. ISBN 978-966-10-4466-0
- Чарльз Раймонд Бізлі. Принц Енріке Мореплавець. — Київ: Темпора, 2015. 236 с. ISBN 978-617-569-209-7
- Ден Сіммонс. Терор. — Буча: Видавництво Жупанського, 2019. 672 с. ISBN 978-617-7585-10-6
- Алістер Маклін. Коли проб'ють вісім склянок. — Тернопіль: Навчальна книга — Богдан, 2020. 619 с. ISBN 978-966-10-6443-9

## Відзнаки
- 2011 — книга «Нариси бурси» увійшла до п'ятірки фіналістів конкурсу «Книга року BBC — 2011».